# Lisboa Under the Spell
Lisboa Under the Spell je koncertní DVD album portugalské gothicmetalové hudební skupiny Moonspell. Vydáno bylo 17. srpna 2018 u společnosti Napalm Records. Skupina desku nahrála 4. února 2017 během vyprodaného koncertu v lisabonské aréně Campo Pequeno před přibližně 4 000 diváků. Vydání proběhlo jednak v čistě zvukovém formátu na 3 CD a jednak obrazově na nosičích DVD a Blu-ray.

## Seznam skladeb
CD 1
1. Wolfshade (A Werewolf Masquerade)
2. Love Crimes
3. Of Dream and Drama
4. Lua d'Inverno
5. Trebaruna
6. Ataegina
7. Vampiria
8. An Erotic Alchemy
9. Alma Mater

CD 2
1. Perverse... Almost Religious
2. Opium
3. Awake!
4. For a Taste of Eternity
5. Ruin & Misery
6. A Poisoned Gift
7. Raven Claws
8. Mephisto
9. Herr Spiegelmann
10. Full Moon Madness

CD 3
1. All Gone from the Wild
2. Breathe (Until We Are No More)
3. Extinct
4. Medusalem
5. Domina
6. The Last of Us
7. Malignia
8. Funeral Bloom
9. A Dying Breed
10. The Future is Dark

## Obsazení
- Fernando Ribeiro – zpěv
- Ricardo Amorim – kytara
- Pedro Paixão – klávesy, kytara
- Aires Pereira – basová kytara
- Miguel Gaspar – bicí